# Leucorchestris steyni
Leucorchestris steyni là một loài nhện trong họ Sparassidae.
Loài này thuộc chi Leucorchestris. Leucorchestris steyni được George Newbold Lawrence miêu tả năm 1965.